# Odai Khadr
Odai Khadr Salem Al-Qarra (arab. سالم القرة; ur. 20 marca 1991 w Ammanie) – jordański piłkarz grający na pozycji napastnika. Od 2018 jest zawodnikiem klubu Dhofar Salala.

## Kariera piłkarska
Swoją karierę piłkarską Khadr rozpoczął w klubie Shabab Al-Ordon Club, w którym w 2009 roku zadebiutował w pierwszej lidze jordańskiej. W sezonie 2012/2013 wywalczył z nim mistrzostwo Jordanii. W sezonie 2015/2016 grał w Al-Ramtha SC, a w sezonie 2016/2017 najpierw Al-Baqa'a Club, a następnie w Al-Hussein Irbid. W sezonie 2017/2018 występował w Shabab Al-Aqaba Club i Al-Salt SC. W 2018 przeszedł do omańskiego zespołu Dhofar Salala.

## Kariera reprezentacyjna
W reprezentacji Jordanii Khadr zadebiutował 28 października 2013 w wygranym 1:0 towarzyskim meczu z Nigerią. W 2019 roku został powołany do kadry na Puchar Azji.